# Žumanjak
Žumanjak je dio jaja koji služi za prehranu embrija u razvoju. Žumanjak slobodno visi u bjelanjku, obješen o dvije spiralne niti tkiva zvane halaze.
Prije oplodnje, žumanjak i blastodisk su jedna stanica, jedna od rijetkih primjera gdje se stanica može vidjeti golim okom.